# かとう哲也

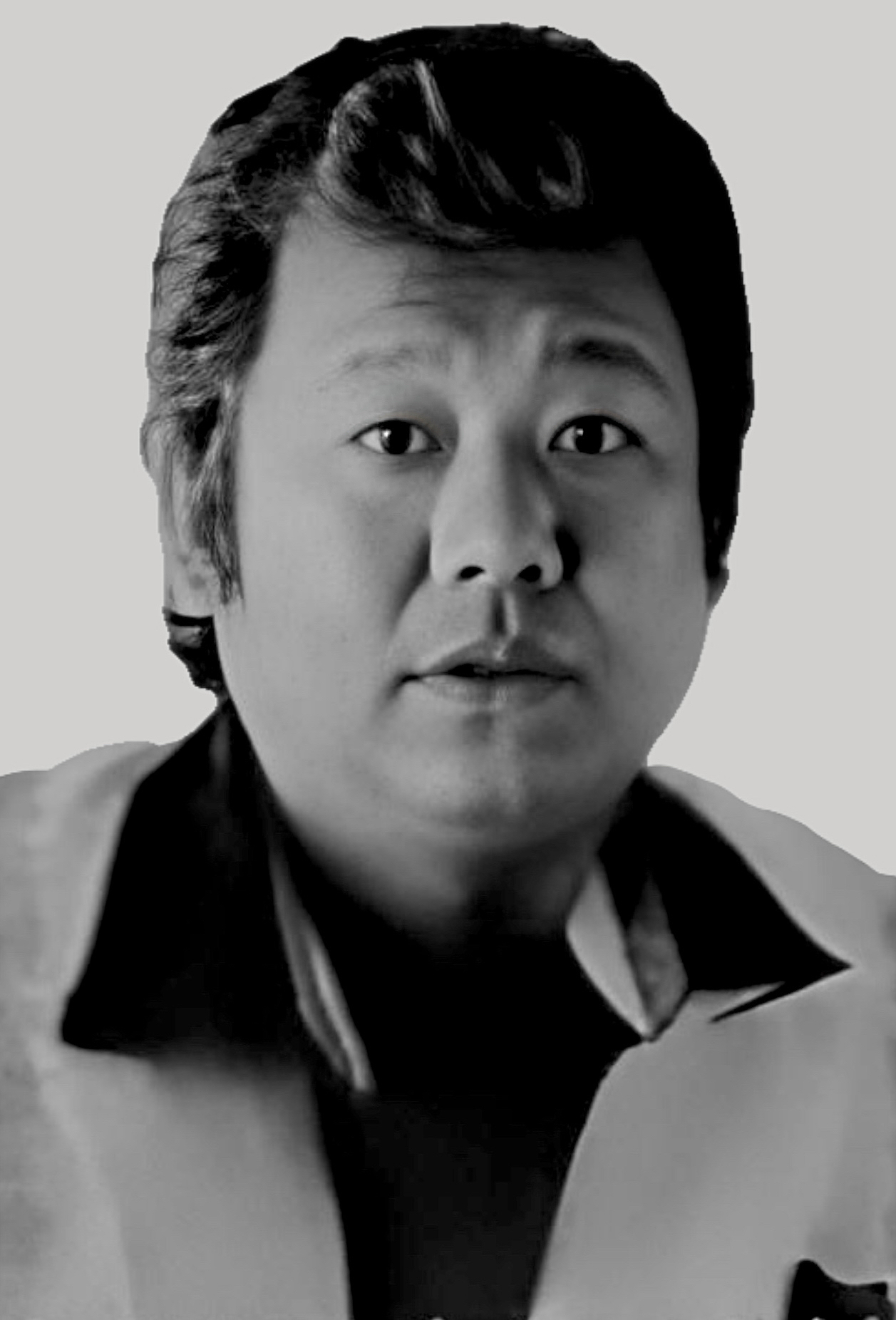
かとう哲也

かとう 哲也（かとう てつや、1941年1月15日 - 1983年10月24日）は、日本の俳優・歌手・芸能プロモーター。三代目山口組（組長は田岡一雄）系益田組（組長は益田佳於）舎弟頭。本名は加藤 益夫（のち加藤哲也に改名）、元の芸名は小野透。実姉に美空ひばり・佐藤勢津子（ひばり・哲也の死後に演歌歌手としてデビュー）、実弟に香山武彦、実子に加藤和也（後にひばりの養子になった）がいる。

## 経歴
- 1957年 - 「小野透」の芸名でコロムビアより歌手デビュー。
- 1958年 - 東映「ひばりの花形探偵合戦」で映画デビュー。
- 1959年 - 東映「台風息子　花形三銃士」で初主演。
- 1960年 - 東映は第二東映（1年後にニュー東映と改称）を設立し、制作本数を倍増して日本映画界の売上50%のシェアを目指し、小野透ら若手の主演映画を多く制作。東映「殴りつける十代」、「波止場野郎」、「嵐の中の若者たち」に主演。
- 1961年 - 東映「銀座野郎」、「ネオンの海の暴れん坊」、ニュー東映「飛ばせ特急便　深夜の脱獄者」、「飛ばせ特急便　魔の十八号線」、「台風息子　お化け退治」、「台風息子　冒険旅行の巻」、「風の野郎と二人づれ」、「銀座の旅笠」に主演。
- 1962年 - ニュー東映は客が入らず解散。小野透の主演映画もなくなる。ひばり主演の東映「民謡の旅・桜島　おてもやん」出演を最後に芸能界を引退。
- 1963年3月、横浜市磯子区間坂のひばり御殿こと美空ひばり邸に家宅捜索が入る。小野透の他には山口組系益田組の5人が賭博幇助容疑、賭博開帳図利等で逮捕される。京都での賭博以外にひばり御殿でも1962年7月から賭博を行っていたことが発覚する。
- 1964年 - 拳銃不法所持で逮捕される。
- 1966年 - 傷害、暴行、拳銃密輸で逮捕される。
- 1969年 - 「かとう哲也」の芸名で芸能界復帰。美空ひばり公演に参加するようになる。歌手・円山鈴子（後の女優・円山理映子）と結婚。ハワイの新婚旅行にはひばりや母たちも同行。10ヶ月で離婚。
- 1971年 - 実子、和也誕生。
- 1972年 - 暴行で逮捕される。
- 1973年1月、三代目山口組系益田組（組長は益田佳於）の舎弟頭であることが発覚。日本縦断興行だった「美空ひばり」ショーが、警察の要請により、各地で締め出された。
- 1973年 - 賭博開帳図利等で逮捕される。執行猶予付きの判決を受けるが、1974年に「保護観察中も暴力団と付き合った」として執行猶予が取り消されて収監される[1]。出獄後は任侠界と絶縁。
- 1977年 - 実子、和也がひばりの養子になる。
- 1981年 - ひばりプロダクションの社長に就任。母の喜美枝が発病した頃から母に代わってプロデューサーとなりひばりを支えた。
- 1983年 - 肺結核を患い4月から入院していたが、半年間の闘病の末に肺炎を併発して心不全となり死去[2]。42歳没。入院していたとはいえ長男の和也と焼肉に行く約束をするなど重篤な状態ではなかったため、突然の死であった。法号は 浄顕院義照日哲居士。墓所は横浜市営日野公園墓地にある。加藤家の菩提寺は港南区の唱導寺。

## 作曲作品
- 『思い出と一人ぼっち」（1967年8月12日録音／小野透名義・作詩作曲）
- 『少しの間サヨウナラ」（1967年12月16日録音／小野透名義・作詩作曲）
- 『好きになってしまったわ』（1968年1月11日録音／小野透名義）
- 『唇に花シャッポに雨』（1968年1月17日録音／小野透名義）
- 『熱祷』（1968年8月10日録音／小野透名義）
- 『夜明けまで』（1968年8月10日録音／小野透名義）
- 『雨とさくらんぼ』（1968年8月10日録音／小野透名義）
- 『メナムの花』（1968年12月20日録音／小野透名義）
- 『恋のパープル・レイン』（1969年5月19日録音／かとう哲也名義）
- 『風の恋人たち』（1969年5月19日録音／かとう哲也名義）
- 『女飛車角』（1969年9月22日録音／かとう哲也名義）
- 『かなしいお話』（1969年9月22日録音／かとう哲也名義・作詩作曲）
- 『人生一路』（1969年11月11日録音／かとう哲也名義）
- 『人生将棋』（1970年3月20日録音／かとう哲也名義）
- 『花の不死鳥』（1971年4月14日録音／かとう哲也名義）
- 『ふるさとはいつも』（1971年5月15日録音／かとう哲也名義）
- 『女の人生』（1971年5月15日録音／かとう哲也名義）
- 『母』（1971年12月27日録音／かとう哲也名義）
- 『私はおんな』（1972年1月7日録音／かとう哲也名義）＊没後発表
- 『思い出の鞄』（1972年9月25日録音／かとう哲也名義）
- 『清水次郎長』（1973年2月4日録音／かとう哲也名義）
- 『雨の日記』（1974年3月25日録音／いずみ進名義）
- 『海にむかう母』（1977年9月9日録音／かとう哲也名義）
- 『悲しい嘘』（1977年12月19日録音／かとう哲也名義）
- 『月下美人』（1978年9月12日録音／かとう哲也名義）
- 『涙のふきだまり』（1978年9月12日録音／かとう哲也名義）

姉：美空ひばりは『熱祷』『人生一路』『人生将棋』の三曲をNHK紅白歌合戦にて歌唱している。
メディアでの使用
- 『ひとり行く』（1969年2月26日録音／小野透名義）
  - テレビドラマ『無用ノ介（伊吹吾郎主演版）』主題歌。
- 『江戸ッ子佐七』（1971年2月22日録音／かとう哲也名義）
  - テレビドラマ『人形佐七捕物帳（林与一主演版）』オープニング主題歌。

※いずれも、長姉の美空ひばりが歌っている